# JL-3
El JL-3 (en chino simplificado, 巨浪三; pinyin, Jù Làng Sān lit.: «Ola Gigante 3») es un misil balístico de lanzamiento submarino (SLBM) de tercera generación actualmente en desarrollo en China. Su nombre completo es Ju Lang 3. El misil es una variante del misil intercontinental chino DF-41. Es probable que los misiles se desplieguen en los futuros submarinos Tipo 096, un tipo de submarinos de misiles balísticos chinos que serán parte de la Fuerza Submarina de la Armada del Ejército Popular de Liberación.
El misil JL-3 es de combustible sólido y tiene un alcance de aproximadamente 9.000 km. Tiene un alcance mayor en comparación con el misil JL-2 chino, que actualmente está en servicio en los submarinos de misiles balísticos Tipo 094 de China. Tal alcance permitirá que los submarinos chinos sean capaces de alcanzar los Estados Unidos contiguos desde las aguas costeras chinas.
El primer vuelo de prueba tuvo lugar el 24 de noviembre de 2018 en el mar de Bohai. El segundo vuelo de prueba tuvo lugar el 2 de junio de 2019. También ocurrió en el mar de Bohai. El tercer vuelo de prueba tuvo lugar el 23 de diciembre de 2019, también desde el mar de Bohai.
El 18 de noviembre de 2022 la flota estadounidense del Pacífico informó públicamente que el JL-3 fue introducido en la flota china e instalado en sus submarinos nucleares.